# Sagamia geneionema
Sagamia geneionema – gatunek morskiej ryby z rodziny babkowatych (Gobiidae).

## Występowanie
Północno-zachodni Pacyfik, od Korei po Japonię.
Dorasta do 7-7,5 cm długości.